# Робърт Фърчгот
Робърт Франсис Фърчгот (на английски: Robert Francis Furchgott) е американски учен, носител на Нобелова награда за физиология или медицина през 1998 г.

## Биография
Роден е на 4 юни 1916 г. в Чарлстън, САЩ. Първоначално посещава гимназията в Оринджбърг, а след това следва в Университета на Южна Каролина (University of South Carolina). След една година се премества в Университета на Северна Каролина в Чапъл Хил (University of North Carolina at Chapel Hill), където се насочва в сферата на физикохимията с целулоза. За своята дипломна работа работи в Северозападния университет върху еритроцити. През 1940 г. Фърчгот се премества в Корнелския университет, където девет години работи в групата на Ефрем Шор и изследва кръвообращението. Впоследствие работи като професор във Вашингтонския университет в Сейнт Луис (Washington University in St. Louis) и Държавният университет на Ню Йорк (State University of New York).
От 1972 г. изследва т. нар. ендотел-релаксиращ фактор (Endothelium-derived relaxing Factor), който впоследствие разкрива важната роля на въглеродния моноксид в кръвоносната система. За тази си работа през 1998 г. заедно с Луис Игнаро и Ферид Мурад получава Нобелова награда за физиология или медицина.
Откритието на Фърчгот, че газът може да разшири съдовете, помага за развитието на виаграта.